# Grana
För andra betydelser, se Grana (olika betydelser).

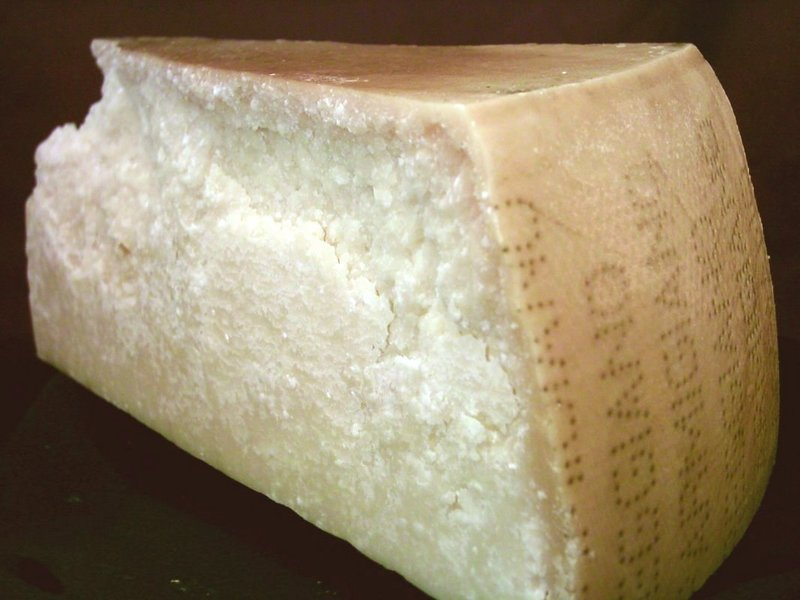
Parmigiano-Reggiano

Grana är ett samlingsnamn för alla italienska extrahårda ostar med grynig textur, till exempel Parmigiano-Reggiano, Grana Padano och Pecorino.